# Ich bin dir gut!
Ich bin dir gut! (Ti voglio bene!) op. 455, è un valzer di Johann Strauss (figlio).

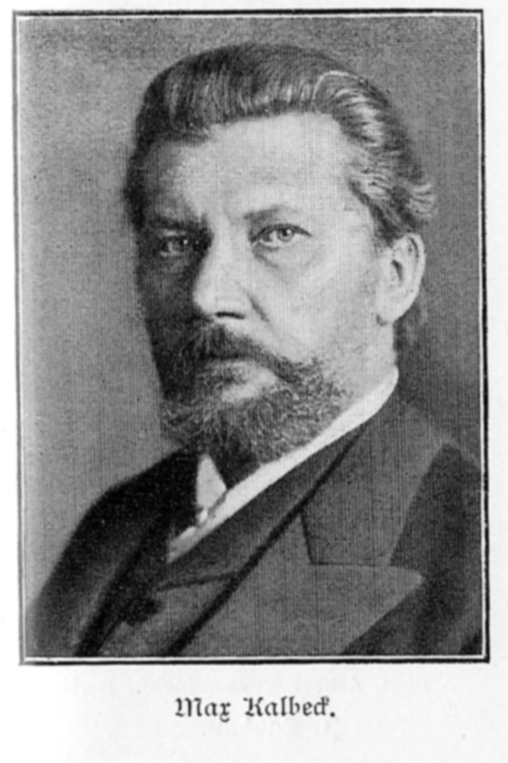
Max Kalbeck, librettista dell'operetta Jabuka.

Il 15 ottobre 1844, all'età di diciotto anni, Johann Strauss figlio fece il suo debutto per la prima volta come compositore e direttore a capo della sua orchestra per una serata, nei giorni precedenti assai discussa, al Casinò Dommayer nel sobborgo viennese di Hietzing.
Mezzo secolo dopo quel primo timido passo della sua carriera musicale, Johann Strauss era divenuto il più celebre compositore di musica da ballo e d'operetta al mondo.
Nonostante Strauss avesse anticipato che il suo Giubileo d'Oro, nel mese di ottobre 1894, sarebbe trascorso in modo relativamente tranquillo, si sbagliava, e nella sua città natale vennero indetti diversi giorni di ricevimenti, concerti e spettacoli di festa come mai se ne erano visti nella capitale austriaca.
Messaggi di auguri e congratulazioni giunsero da celebrità di tutto il mondo, fra cui quelle del compositore e amico, il grande Johannes Brahms:
(Johannes Brahms)
Nel maggio del 1893 Johann aveva iniziato a lavorare su una nuova operetta, basata su soggetti slavi che lui stesso aveva scelto. Il suo amico Max Kalbeck (1850-1921) aveva scritto il libretto della prima edizione dell'operetta, Joschko, con Gustav Davis (1856-1951), e da parte sua premeva affinché la partitura venisse completata entro la fine dell'anno.
La fine dei lavori fu però ritardata a causa della malattia che colpiva a intermittenza Strauss e il nuovo lavoro, rinominato Jabuka, debuttò al  Theater an der Wien il 12 ottobre 1894 prima del grande banchetto per il giubileo che avrebbe seguito.
Jabuka trionfò alla sua prima serata, anche se si ritenne che, con qualche giustificazione, il materiale stesso dell'operetta (una favola popolare contemporanea ambientata in Serbia) non aveva permesso al compositore di fare subito pieno uso delle proprie capacità musicali.
Strauss stesso riconobbe le restrizioni che ciò aveva esercitato sul suo potere creativo, e in contrasto con la sua consueta procedura, si impegnò personalmente nell'orchestrazione di un solo brano: Jabuka-Walzer, che dedicò a Julie Kalbeck, moglie del librettista di Jabuka e biografo di Brahms, Max Kalbeck.
Il valzer fu eseguito pubblicamente per la prima volta da parte dell'orchestra Strauss, sotto la direzione di Eduard Strauss, il 14 ottobre 1894 ad un Festival in onore di Johann nella Sala Dorata del Musikverein di Vienna. Strauss guardò il concerto con la sua famiglia da una loggia e, quando si alzò per lasciare la sala il pubblico scoppiò in un grido di giubilo: Auf Wiedersehen Frohes! (Arrivederci al prossimo felice incontro!).
Pochi giorni dopo Johann scrisse a suo fratello Eduard:
Esegui quel pezzo rigorosamente in tempo di valzer senza ritardarlo, fatta eccezione dell’introduzione, soltanto un po’ più lenta, così che il pubblico possa meglio distinguere l’introduzione dall’inizio del primo valzer. Per le percussioni, (dal lato del tamburo) trombe e anche nei legni, da un punto di vista strettamente ritmico esiste un ritmo di valzer, che non può diventare più lento. Alla fine, la prima sezione va trattata in modo più analogo a un valzer, tanto più se la melodia è così estesa (e quindi richiede assistenza ritmica) che esiste solo nell'accompagnamento. Se anche questa diventa più lenta, diminuirà anche l’effetto.»
(Johann Strauss)
Un confronto tra quanto detto da Johann per quanto riguarda l'interpretazione del valzer finale nella composizione e la prima edizione per pianoforte del Jabuka-Walzer rivela che, insolitamente, Strauss, non ripetere il primo tema di valzer nella coda del brano. 
Inoltre, poco dopo che Lewy pubblicò la versione per pianoforte del Jabuka-Walzer, Strauss effettuò tali modifiche alla costruzione del valzer che portarono ad una totale rivisitazione del lavoro (nelle edizioni per pianoforte e orchestra), tuttavia, senza mai riprendere il primo tema di valzer nella coda.
Questa volta il lavoro cambiò nome: Ich bin dir gut!, che fa riferimento al titolo e alla melodia del quartetto cantato da Jelka, Mirko, Anitta e Vasil nel terzo atto di Jabuka e che fornisce la melodia per la prima sezione di valzer.
I restanti temi del lavoro si provengono da queste parti dell'operetta:
- Finale del primo atto, coro: Schöneres gibt es nicht
- Finale del secondo atto, Jelka: Frei muss sich allein
- Terzo atto, coro: Tanze mit dem Besenstiel
- Tema non rintracciato. Probabilmente eliminato dalla versione definitiva di Jabuka prima del debutto dell'operetta
- Primo atto, Joschko: Ein Schritt zur ew'gen Vollendung
- Secondo atto, duetto fra Jelka e Mirko: Hart auf zu schelten

Johann Strauss superò ben presto la delusione per il fatto che Jabuka, l'operetta per il suo giubileo d'oro, non ottenne un grande successo. Non volendo però attribuire colpe, inviò una lettera rassicurante a Julie Kalbeck. Una frase riporta una curiosa citazione dal valzer a lei dedicato:
(Johann Strauss)